# Peque Fernández
Gerard „Peque” Fernández Castellano (ur. 4 października 2002 w L’Hospitalet de Llobregat) – hiszpański piłkarz występujący na pozycji napastnika w hiszpańskim klubie Sevilla FC.

## Statystyki kariery

### Klubowe
(aktualne na dzień 16 sierpnia 2024)
| Klub               | Sezon              | Liga               | Liga  | Liga   | Puchar Kraju | Puchar Kraju | Europa | Europa | Inne  | Inne   | Suma  | Suma   |
| Klub               | Sezon              | Liga               | Mecze | Bramki | Mecze        | Bramki       | Mecze  | Bramki | Mecze | Bramki | Mecze | Bramki |
| ------------------ | ------------------ | ------------------ | ----- | ------ | ------------ | ------------ | ------ | ------ | ----- | ------ | ----- | ------ |
| Barcelona B        | 2019/20            | Segunda Division B | 6     | 1      | 0            | 0            | –      | –      | –     | –      | 6     | 1      |
| Barcelona B        | 2020/21            | Segunda Division B | 20    | 3      | 0            | 0            | –      | –      | –     | –      | 20    | 3      |
| Barcelona B        | 2021/22            | Segunda Division B | 19    | 3      | 0            | 0            | –      | –      | –     | –      | 19    | 3      |
| Barcelona B        | Ogólnie            | Ogólnie            | 45    | 7      | 0            | 0            | 0      | 0      | 0     | 0      | 45    | 7      |
| Racing Santander   | 2022/23            | Segunda Division   | 23    | 1      | 1            | 0            | –      | –      | –     | –      | 24    | 1      |
| Racing Santander   | 2023/24            | Segunda Division   | 40    | 18     | 1            | 1            | –      | –      | –     | –      | 41    | 19     |
| Racing Santander   | Ogólnie            | Ogólnie            | 63    | 19     | 2            | 1            | 0      | 0      | 0     | 0      | 65    | 20     |
| Sevilla            | 2024/25            | Primera Division   | 1     | 0      | 0            | 0            | 0      | 0      | –     | –      | 1     | 0      |
| Sevilla            | Ogólnie            | Ogólnie            | 1     | 0      | 0            | 0            | 0      | 0      | 0     | 0      | 1     | 0      |
| Ogólnie w karierze | Ogólnie w karierze | Ogólnie w karierze | 109   | 26     | 2            | 1            | 0      | 0      | 0     | 0      | 111   | 27     |